# Polikarpov I-180
Il Polikarpov I-180 (in russo Поликарпов И-180?) era un aereo da caccia monomotore ad ala bassa progettato dall'OKB diretto da Nikolaj Nikolaevič Polikarpov e sviluppato in Unione Sovietica nella seconda metà degli anni trenta.
Derivato dal precedente Polikarpov I-16, fu caratterizzato dalla fase di sviluppo complessa e costellata da incidenti dall'esito mortale per alcuni importanti collaudatori; ne vennero realizzati tre prototipi e dieci esemplari di serie che furono assegnati al "NII VVS KA"  ma non risultano essere mai stati impiegati operativamente dalla V-VS, l'aeronautica militare sovietica, durante la seconda guerra mondiale.

## Storia del progetto
Il progetto del caccia I-180 nacque dall'esperienza maturata con il precedente I-16 durante la guerra civile spagnola e nella consapevolezza che il "Rata" era ormai giunto all'apice delle proprie potenzialità mentre le sue prestazioni non erano più all'altezza di quelle dei contemporanei velivoli stranieri.
A capo del progetto, in seno all'OKB di Polikarpov, fu posto l'ingegnere Dmitrij L. Tomasevič cui spettava il compito di realizzare un velivolo che non si discostasse dal predecessore ma che potesse raggiungere la velocità massima di 600 km/h.
Inizialmente, nel marzo del 1938, il progetto prevedeva l'utilizzo del motore radiale Tumanskij M-87A, ma ben presto si reputò che i suoi 930, secondo altra fonte 950, hp non sarebbero stati sufficienti per raggiungere le prestazioni richieste nella specifica d'origine. Nel mese di agosto venne presa la decisione di utilizzare il più potente M-88, dal quale si contava di ottenere valori di potenza di circa 1 100 hp grazie ad un processo di sviluppo in corso di realizzazione. Per altro si trattava di un'unità motrice di peso e dimensioni ben maggiori rispetto a quelli del motore M-63 montato sull'I-16, per cui le modifiche al progetto si rivelarono più sostanziose di quanto inizialmente preventivato.
Il prototipo dell'I-180 (denominato I-180-1 o Ye-1) fu pronto per il mese di dicembre del 1938 e, malgrado il suo motore M-88 fosse a sua volta un prototipo completato mediante l'impiego di diverse componenti dell'M-87, fu portato in volo il 15 di quello stesso mese.
Sebbene fosse stato programmato un singolo volo intorno all'aeroporto, il famoso pilota collaudatore Valerij Pavlovič Čkalov compì una serie più numerosa di passaggi al termine dei quali, virando e scendendo di quota, andò incontro ad un guasto al motore finendo per precipitare sui magazzini della base con esito fatale.
La causa del malfunzionamento venne attribuita alla mancanza di sistemi di parzializzazione dell'afflusso di aria verso il motore; complici le rigide temperature della giornata invernale, l'eccessivo raffreddamento del motore ne causò il grippaggio con conseguente stallo aerodinamico del velivolo e successiva caduta al suolo.
La fama di cui godeva Čkalov, anche presso Stalin, fece subito presumere azioni di sabotaggio e scattarono diversi arresti tra i componenti dello staff tecnico: il progettista Dmitrij Tomasevič venne inviato presso lo OKB-39, Šaraška che in seguito avrebbe ospitato anche Andrej Nikolaevič Tupolev, mentre Polikarpov fu escluso da azioni disciplinari, per pura fortuna, in quanto non aveva rilasciato alcun permesso scritto circa l'effettuazione della prova di volo.
Dopo che fu determinato che l'incidente del 15 dicembre non era correlabile a deficienze progettuali, venne dato corso alla realizzazione di un secondo prototipo (I-180-2 o Ye-2), sul quale venne installato il motore M-87A preferendone le doti di affidabilità a discapito della potenza erogata. Questo secondo esemplare fu portato felicemente in volo per la prima volta poco dopo la metà di febbraio del 1939 ed il 1º maggio successivo prese parte al sorvolo della Piazza Rossa in occasione dell'annuale parata.
Le prove che si protrassero nel corso dei mesi estivi consentirono di sperimentare nuove componenti, tra cui il motore M-87B; il 5 settembre, durante una prova destinata a determinare la quota massima operativa, un cedimento del radiatore dell'impianto di lubrificazione del motore causò la fuoriuscita dell'olio lubrificante che, a causa dell'abitacolo scoperto, ustionò ed accecò il pilota (Tomas Suzi) impedendogli di effettuare correttamente qualsiasi manovra di emergenza. L'aereo entrò in vite a 3 000 m di quota ed il pilota, pur riuscendo ad uscire dall'abitacolo, non fu in grado di aprire il paracadute.
Malgrado il secondo incidente mortale, avendo stabilito ancora una volta che nulla di quanto accaduto era imputabile al progetto dell'aereo, le autorità sovietiche consentirono la prosecuzione del programma con la costruzione di un terzo esemplare (I-180-3 o Ye-3) che fu specificamente adattato per l'impiego del nuovo motore M-88R, in grado di erogare la potenza di 1 000 hp.
Il terzo prototipo dell'I-180 volò per la prima volta il 10 febbraio del 1940 e per tre mesi fu sottoposto a diverse prove di volo; in questo lasso di tempo l'aereo fu oggetto di alcune modifiche considerevoli: in particolare fu sostituito l'impennaggio originale con uno di maggiori dimensioni e fu adottata una copertura scorrevole per l'abitacolo.
Fu quindi approvata la produzione in serie di un lotto di dieci aerei denominati I-180S; sei di questi aerei furono assegnati al "NII VVS KA" mentre, dei quattro rimanenti, tre parteciparono al sorvolo della Piazza Rossa, il 1º maggio.
La vita dell'I-180 procedeva non sempre in modo brillante e nuovi incidenti ne costellarono i programmi di prova: il 26 maggio, in seguito ad un atterraggio di emergenza dovuto ad un problema al motore, fu danneggiato irreparabilmente il secondo esemplare di serie mentre il 5 luglio il terzo prototipo precipitò per un problema ai comandi durante un volo acrobatico (in entrambi i casi i piloti se la cavarono senza problemi).
In breve però, nell'ottobre del 1940, il Commissariato del popolo per l'industria aeronautica diede disposizione all'impianto produttivo nel quale venivano realizzati gli I-180 di dismetterne la produzione per passare alla realizzazione della catena di montaggio che avrebbe dato vita ai Lavochkin Gorbunov Gudkov LaGG-3. Dal canto suo Nikolaj Polikarpov venne però nominato direttore di un altro sito produttivo e capo progettista; il suo lavoro di sviluppo dell'I-16 sarebbe proseguito con il nuovo I-185.

## Tecnica

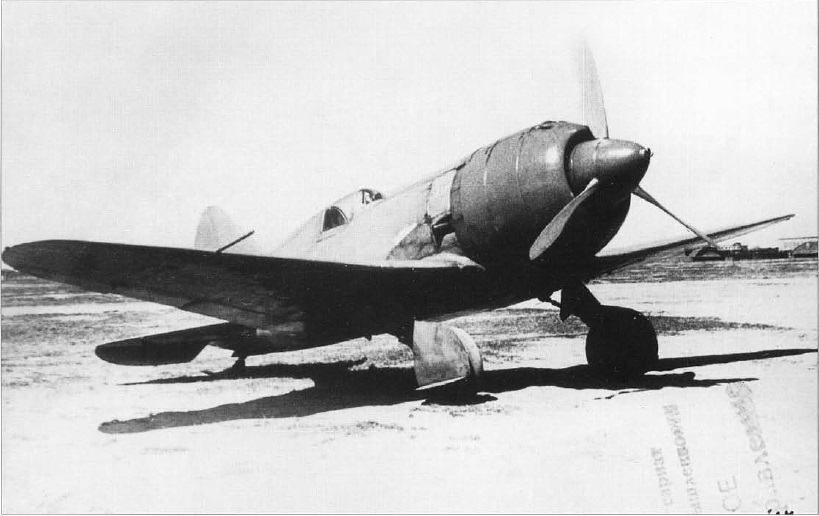
Polikarpov I-180

### Cellula
Strettamente imparentato con l'I-16, anche il nuovo caccia di Polikarpov era caratterizzato dalla struttura monoscocca in legno della fusoliera rivestita con pannelli di lamiera in lega leggera stampata a copertura del motore ed ai lati dell'abitacolo; nello stesso materiale leggero era realizzato l'elemento verticale dell'impennaggio.
Le ali, collegate in posizione bassa alla fusoliera, erano realizzate con l'impiego di fogli di duralluminio, tranne che negli alettoni che, pur mantenendo la struttura in duralluminio, erano rivestiti in tela.
Il carrello d'atterraggio era di tipo retrattile con attuatori pneumatici; le gambe anteriori erano a singola ruota: imperniate nell'ala poco distanti dalla radice, si ritraevano con movimento rettilineo verso l'interno alloggiando per intero nello spessore alare in corrispondenza della fusoliera. Sotto il cono di coda della fusoliera era disposto un ruotino d'appoggio non retrattile.

### Motore
Caratterizzato dall'impiego di motori diversi sui prototipi realizzati, l'I-180 vide l'impiego nei dieci velivoli di serie del motore Tumansky M-88R: dotato di riduttore epicicloidale e di compressore a due velocità, questo radiale (a 14 cilindri raffreddati ad aria e disposti su doppia stella) era in grado di sviluppare la potenza di 1 000 hp.

### Armamento
Gli I-180 di serie erano armati con due mitragliatrici ShKAS calibro 7,62 mm, camerate per il munizionamento 7,62 × 54 mm R, disposte nella parte superiore della fusoliera e due Berezin UB calibro 12,7 mm, cartuccia 12,7 × 108 mm, nelle semiali; tutte le armi erano sincronizzate per sparare attraverso il disco dell'elica.
Sotto la fusoliera era prevista la possibilità di installare un gancio utile al trasporto di una bomba FAB-200 del peso di 200 kg.

## Utilizzatori
Unione Sovietica
- Voenno-vozdušnye sily SSSR

### Annotazioni
1. ↑  "Naučno-Issledovatel’skij Institut Voenno-Vozdušnyh Sil Krasnoj Armii", in russo Научно-Исследовательский Институт Военно-Воздушных Сил Красной Армии?, "Istituto di ricerca dell'aeronautica militare dell'Armata Rossa"
2. ↑  La lettera "I" venne utilizzata dall'aviazione sovietica per indicare un aereo da caccia: iniziale della parola russa "Истребитель" traslitterata Istrebitelʹ, letteralmente "combattente"
3. ↑  La sigla Ye indica una "unità", in russo "Единица", traslitterato in "Yedinitsa", secondo lo standard anglosassone usato dalla fonte
4. ↑  In russo "серия", traslitterato "seriâ", significa appunto "serie"
5. ↑  In russo "Народный Комиссариат Авиационной Промышленности", traslitterato in "Narodnyj Komissariat Aviacionnoj Promyšlennosti", in sigla "NKAP"

### Fonti
1. 1 2 3 4 5 6  Abanshin, 1994, p. 52.
2. 1 2 3 4 5 6 7 8 9 10 11 12 13  Gordon e Dexter, 2001, p. 85.
3. 1 2 3 4 5 6  Gordon e Khazanov, 1998, p. 109.
4. 1 2 3 4 5 6 7  Gordon e Khazanov, 1998, p. 110.
5. 1 2 3  Nemecek, 1986, p. 40.
6. 1 2  Nemecek, 1986, p. 41.
7. 1 2 3 4 5 6 7  Gordon e Dexter, 2001, p. 91.
8. 1 2 3 4 5  Gordon e Khazanov, 1998, p. 111.
9. 1 2 3  Gordon e Dexter, 2001, p. 92.

### Pubblicazioni
- (EN) Michael E. Abanshin, Fighting Polikarpov, in Eagles of the East, Number 2, Lynnwood, WA, Aviation International, 1994, ISBN 978-1-884909-01-6.